# Iberville Parish
Das Iberville Parish (frz.: Paroisse d'Iberville) ist ein Parish im Bundesstaat Louisiana der Vereinigten Staaten. Im Jahr 2020 hatte es 30.241 Einwohner und eine Bevölkerungsdichte von 18,9 Einwohner pro Quadratkilometer. Der Verwaltungssitz (Parish Seat) ist Plaquemine.
Das Iberville Parish ist Bestandteil der Metropolregion um die Stadt Baton Rouge.

## Geographie
Das Parish liegt südöstlich des geografischen Zentrums von Louisiana, ist im Süden etwa 60 km vom Golf von Mexiko entfernt und hat eine Fläche von 1691 Quadratkilometern, wovon 89 Quadratkilometer Wasserfläche sind. Es grenzt an folgende Parishes:
| Pointe Coupee Parish | West Baton Rouge Parish | East Baton Rouge Parish |
| St. Martin Parish    |                         | Ascension Parish        |
|                      | Iberia Parish           | Assumption Parish       |

## Geschichte

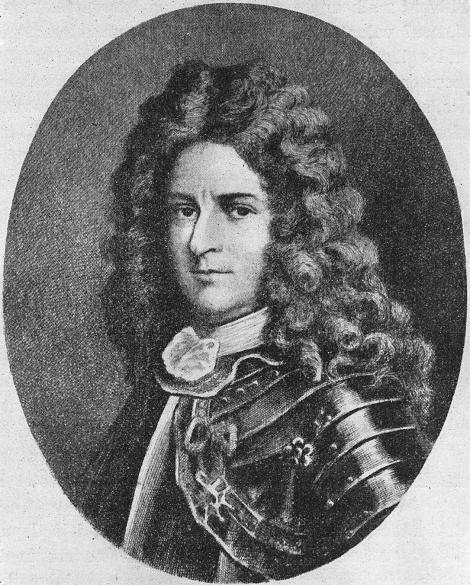
Iberville

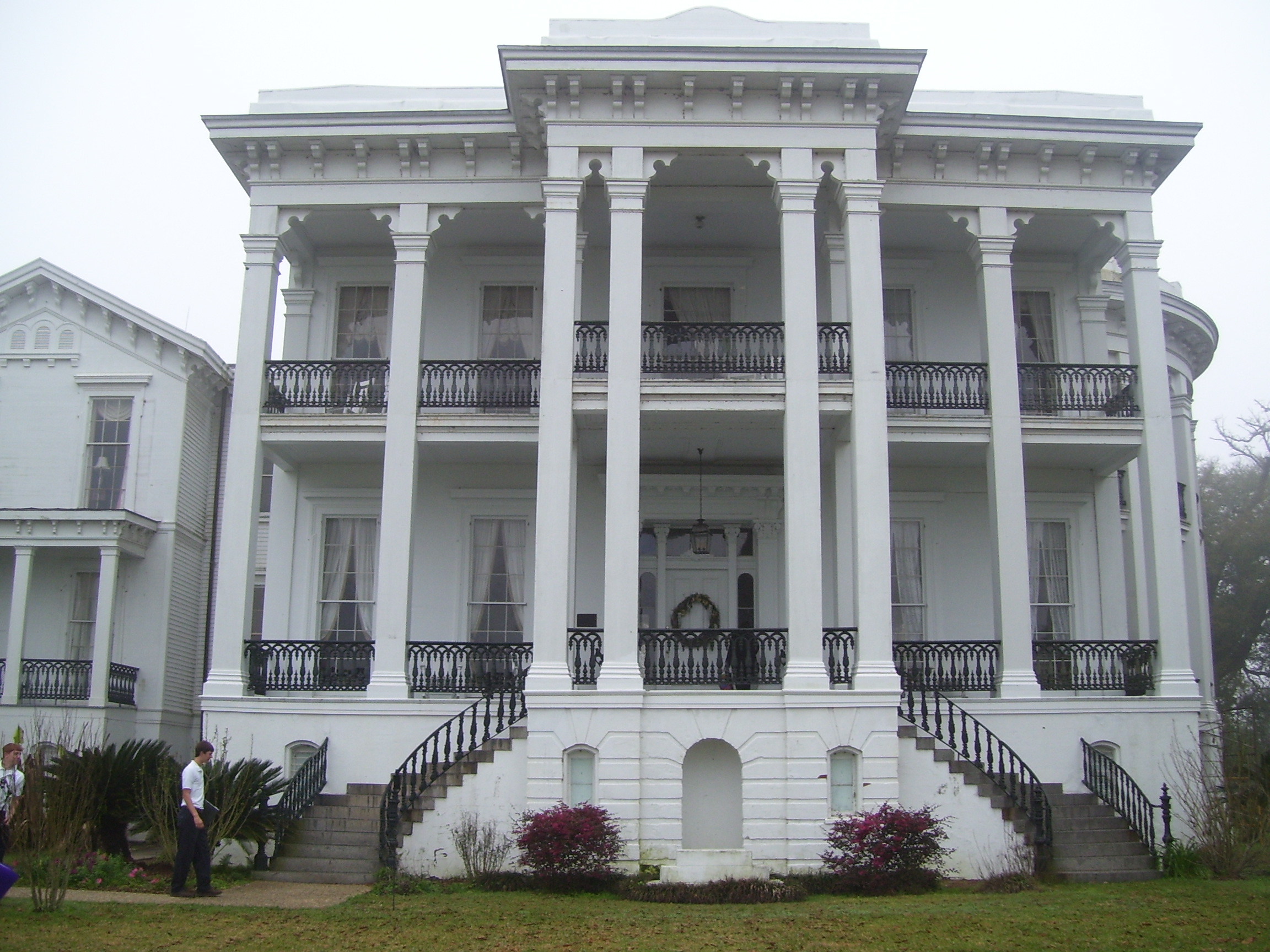
Nottoway Plantation House, gelistet im NRHP Nr. 80001733

Das Iberville Parish wurde am 10. April 1805 als eines der 19 Original-Parishes gebildet. Benannt wurde es nach Pierre Le Moyne d’Iberville (1661–1706), Gründer der französischen Kolonie Louisiana.
Insgesamt sind 23 Bauwerke und Stätten des Parish im National Register of Historic Places eingetragen (Stand 5. November 2017).

## Demografische Daten

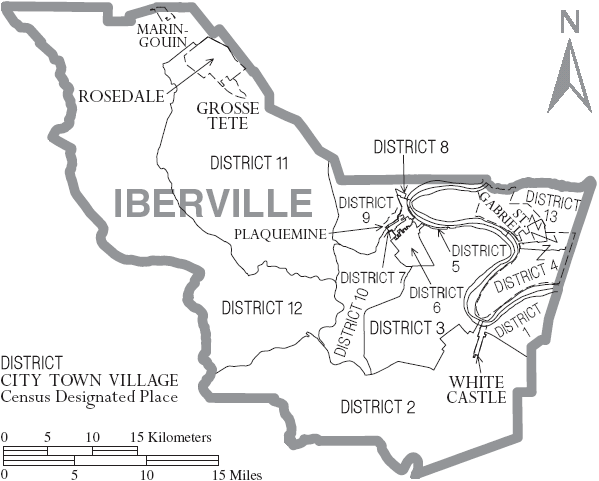
Karte des Iberville Parishes

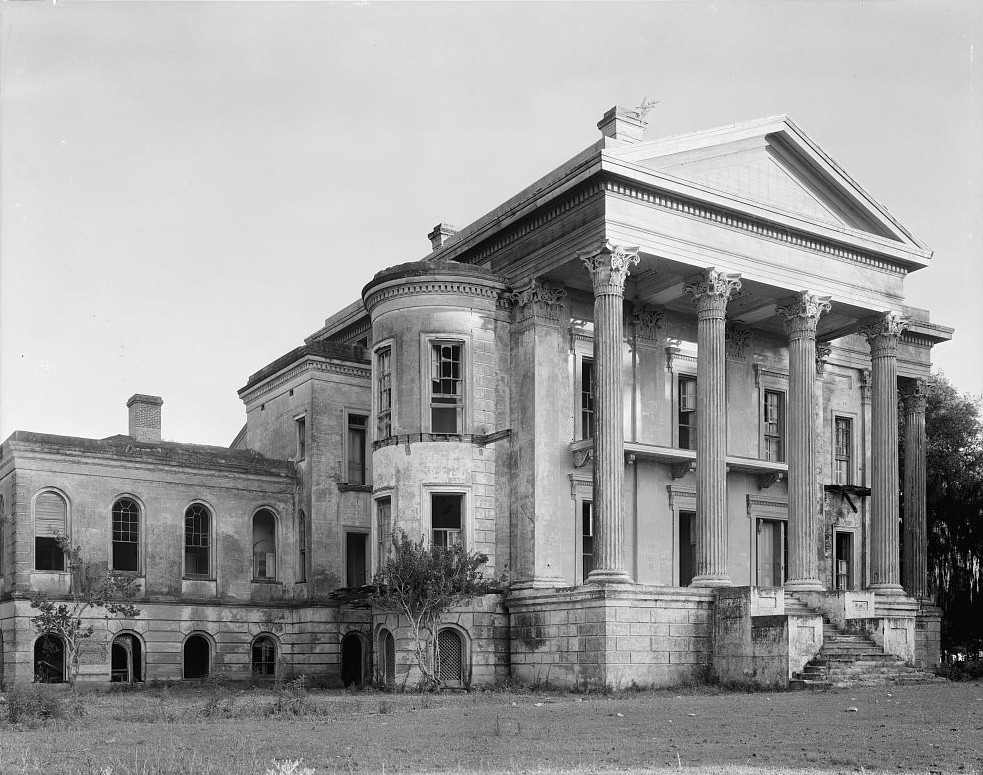
Belle Grove Plantation

Nach der Volkszählung im Jahr 2000 lebten im Iberville Parish 33.320 Menschen in 10.674 Haushalten und 8.016 Familien. Die Bevölkerungsdichte betrug 21 Einwohner pro Quadratkilometer. Ethnisch betrachtet setzte sich die Bevölkerung zusammen aus 49,26 Prozent Weißen, 49,70 Prozent Afroamerikanern, 0,18 Prozent amerikanischen Ureinwohnern, 0,26 Prozent Asiaten, 0,01 Prozent Bewohnern aus dem pazifischen Inselraum und 0,14 Prozent aus anderen ethnischen Gruppen; 0,45 Prozent stammten von zwei oder mehr Ethnien ab. 1,03 Prozent der Bevölkerung waren spanischer oder lateinamerikanischer Abstammung, die verschiedenen der genannten Gruppen angehörten.
Von den 10.674 Haushalten hatten 36,2 Prozent Kinder und Jugendliche unter 18 Jahre, die bei ihnen lebten. 49,6 Prozent waren verheiratete, zusammenlebende Paare, 20,4 Prozent waren allein erziehende Mütter, 24,9 Prozent waren keine Familien, 21,9 Prozent waren Singlehaushalte und in 8,5 Prozent lebten Menschen im Alter von 65 Jahren oder darüber. Die Durchschnittshaushaltsgröße betrug 2,81 und die durchschnittliche Familiengröße lag bei 3,29 Personen.
Auf das gesamte Parish bezogen setzte sich die Bevölkerung zusammen aus 26,2 Prozent Einwohnern unter 18 Jahren, 10,5 Prozent zwischen 18 und 24 Jahren, 31,1 Prozent zwischen 25 und 44 Jahren, 21,5 Prozent zwischen 45 und 64 Jahren und 10,7 Prozent waren 65 Jahre alt oder darüber. Das Durchschnittsalter betrug 34 Jahre. Auf 100 weibliche kamen statistisch 99,8 männliche Personen. Auf 100 Frauen im Alter von 18 Jahren oder darüber kamen 98,5 Männer.
Das jährliche Durchschnittseinkommen eines Haushalts betrug 29.039 USD, das Durchschnittseinkommen der Familien betrug 34.100 USD. Männer hatten ein Durchschnittseinkommen von 32.074 USD, Frauen 20.007 USD. Das Prokopfeinkommen betrug 13.272 USD. 19,5 Prozent der Familien 23,1 Prozent der Bevölkerung lebten unterhalb der Armutsgrenze. Davon waren 30,1 Prozent Kinder oder Jugendliche unter 18 Jahre und 18,3 Prozent waren Menschen über 65 Jahre.

## Orte im Parish
- Alhambra
- Allemania
- Annadale
- Augusta
- Bayou Goula
- Bayou Sorrel
- Blythwood
- Bruly La Croix
- Bruns
- Cannonburg
- Carville
- Catherine
- Choctaw
- Cora
- Crescent
- Des Glaise
- Dorcyville
- Evergreen Plantation
- Glenmore
- Goldridge
- Grand River
- Grosse Tete
- Hydell
- Iberville
- Laurel Ridge
- LeBlanc
- Lone Star
- Maringouin
- Morrisonville
- Musson
- Myrtle Grove
- Myrtle Grove Plantation
- Oakley
- Pelba
- Plaquemine
- Ramah
- Reveille
- Rhodes
- Richland
- Rosedale
- Saint Gabriel
- Saint Louis
- Saint Louis Plantation
- Samstown
- Seymourville
- Slacks
- Soniat
- Soulouque
- Sunshine
- Tally Ho
- Texas
- The Parks
- Turnerville
- Webre
- White Castle